# Alexis Díaz Pimienta
Alexis Díaz Pimienta (La Habana, 25 de agosto de 1966) es un escritor, repentista, investigador y docente cubano.  
Es director de la Cátedra de Poesía Improvisada de la Universidad de las Artes y subdirector del Centro Iberoamericano de la Décima y el Verso Improvisado, ambos centros con sede en La Habana, Cuba. Fundador y director de la Academia Oralitura y fundador del proyecto Oralitura. 
Autor de 52 libros (ensayo, novela, cuento, poesía, y literatura infantil y juvenil) que se han traducido a idiomas como inglés, francés, alemán, italiano, árabe, búlgaro, finés, portugués, japonés y farsi. Se le considera uno de los mayores investigadores y practicantes del repentismo a nivel internacional.

## Biografía

###### Infancia
Alexis Díaz Pimienta nació en La Habana, Cuba, el 25 de agosto de 1966.  
"Yo nací dentro de la décima, si se puede decir, porque mi padre era decimista-repentista y en mi casa se juntaban los improvisadores a conversar, a hacer ‘canturías’ desde que nací. A los cinco años empecé a improvisar. No sabía leer ni escribir, no había ido a la escuela y ya improvisaba décimas." 
Con la influencia de la improvisación de su familia, a los cinco años sus padres lo oyeron improvisar los siguientes versos cuando Alexis les avisaba que sus hermanos Raymundo y Adriana discutían:
"La tierra se está mojando,
Se está humedeciendo el mundo,
Porque Adriana está llorando
Por las cosas de Raymundo."

Este hecho hizo que lo llevaran al psicólogo y después al psiquiatra para revisar si tenía alguna anomalía médica. A lo que Alexis ha compuesto los versos siguientes para hablar sobre esta anécdota de su infancia:
El psicólogo le dijo
a mi madre la verdad
‘Tiene demasiada edad
para ese cuerpo su hijo’.
En 1972, cuando vivía en la Isla de la Juventud con su familia, debutó en el Festival Nacional de la Toronja, el festival más grande que se hace en dicha isla. Más tarde, participó, con la improvisación, en los programas de televisión (como "Escenario escolar") y de radio. 

###### Juventud
En 1988 nació Axel, su primer hijo. Cuando Axel tenía cuatro años, Alexis intentó crear un método de enseñanza de la improvisación para su hijo. De esta experiencia nació "El método Pimienta" y uno sus libros más importantes: "Método Pimienta para la enseñanza de la improvisación poética". 
En la primera década de los años 90s se trasladó a vivir a España. 

## Representación internacional
Como repentista ha recorrido los teatros de más de treinta países de los cinco continentes y ha compartido escenarios con artistas de renombre internacional como Silvio Rodríguez, Jorge Drexler, Omara Portuondo, Compay Segundo, Javier Ruibal, Kiko Veneno, Amaury Pérez, David Blanco, Isaac Delgado, Kelvis Ochoa, Luis Barbería, Albita Rodríguez, Martín Buscaglia, Vicente Feliú, Mariana Carrizo, Silvana Sosto, Leo Minax,
Daniel Drexler, etc.
Ha obtenido prestigiosos premios internacionales en Cuba, México y España (7 premios de poesía, 3 de novela, 3 de relatos). Es autor de dos obras de teatro (Pastorela de La Habana vieja, Pastorela de la Isla) y un guion de cine en verso (Ópera guajira o la fiebre de la tierra), además de varias versiones en verso de obras clásicas de Andersen, los hermanos Grimm y Perrault, editadas en México y Cuba bajo el título "Cuentos clásicos en verso"; también es autor de "En un lugar de la Mancha" (una versión en verso de Don Quijote de la Mancha).
En el año 2000, como docente y promotor cultural, fundó la Cátedra Honorífica de Poesía Improvisada, con sede en la Facultad de Música de la Universidad de las Artes de La Habana, Cuba (actualmente, Cátedra Internacional de Poesía Improvisada y Otras Artes Orales). Fundó y dirigió en Granada, Andalucía, la Escuela Experimental de Trovo de la Alpujarra (1998-2000), y la Escuela de Cante de Poetas de Málaga (en 2000). Fundó y dirigió el Festival de Cante de Poetas de Villanueva de Tapia en Málaga (2001-2010), el Festival Minas de Sierra Almagrera en Cuevas del Almanzora (2004-2012), y el Campeonato Mundial de “Pies Forzados” en La Habana (2010-2014). 
Dirige actualmente el Proyecto de Talleres Especializados de Repentismo en Cuba, donde cursan estudios de improvisación cientos de niños de todas las edades utilizando como libros de texto dos de sus obras más reconocidas: "Teoría de la improvisación poética" y "Método Pimienta para la enseñanza de la improvisación poética". Ha dirigido y organizado 7 festivales y cursos de niños improvisadores y 7 Seminarios Metodológicos para la Enseñanza de la Improvisación Poética, tanto en Cuba como en España. Los cursos, seminarios y conferencias que ha impartido en universidades y centros docentes y artísticos de Cuba, España, Italia, Francia, Alemania, Suiza, México, Venezuela, Colombia, Ecuador, Estados Unidos, Perú, Chile y otros países, han sido sobre la oralidad y la improvisación poética.

## Algunas de sus obras
- Huitzel y Quetzal (1992).
- Los visitantes del sábado (1994).
- Robinson vuelve a casarse (coescrito con David Mitrani, 1994)
- Cuarto de mala música (1995).
- La sexta cara del dado. Décimas (1997).
- Pasajero de Tránsito (1997).
- Los actuales habitantes de Cipango (1998).
- Prisionero del Agua (1998).
- Teoría de la improvisación: primeras páginas para el estudio del repentismo (1998).
- Yo también pude ser Jacques Daguerre (2001).
- Maldita danza (2002).
- Confesiones de una mano zurda (2004).
- En Alemería casi nunca llueve (2005).
- En un lugar de La Mancha (2005).
- Salvador Galomón (2005).
- Fiesta de disfraces (2008).
- Batido de chocolate y otros cuentos de sabor amargo (2012).
- Chamaquili en Almería (2012).
- El crimen perfecto de Pedrito Mendrugo (2014).
- Blancanieves (2017).
- Diario erótico de Robinson Crusoe (2017).
- Haikus del trópico (2017).
- Método Pimienta para la enseñanza de la improvisación poética (2017).
- Traficantes de oxígeno (2017).
- Deseo sexual de las estatuas (2018).
- El huracán anónimo (2020).
- Poemas de amor zoológico (2020).

## Premios
Por sus libros ha obtenido numerosos premios nacionales e internacionales (en Cuba y España), entre los que destacan:
- Premio Casa de las Américas, 2019, literatura para niños y jóvenes con Piel de noche.
- Premio Internacional de Novela "UNAM-COLSIN-SIGLO XXI" por su obra El crimen perfecto de Pedrito Mendrugo.
- Mención Honorífica en la categoría Literatura Infantil y Juvenil en el Premio Internacional "Sor Juana Inés de la Cruz", por su obra "El libro de los niños que usan gafas".
- Premio Iberoamericano de Relatos "Cortes de Cádiz", 2014, por su libro Intercambio de tarjetas".
- Premio “Puertas de Espejo”, 2010, al autor cubano más leído en la red nacional de Bibliotecas de Cuba, por su novela Prisionero del agua.
- Premio Nacional de Literatura Infantil “La Rosa Blanca”, 2009, en La Habana, Cuba, por Chamaquili en el cuarto de baño.
- Premio Internacional de Poesía “Los Odres”, 2008, en Murcia, España, por Fiesta de disfraces.
- Mención (o Accésit) de Poesía del Premio Internacional “Casa de las Américas”, 2008, por Traficantes de oxígeno.
- Premio Nacional de Literatura Infantil “La Rosa Blanca”, 2007, en La Habana, Cuba, por Buenos días, Chamaquili.
- Finalista del Premio Internacional de Novela “Rómulo Gallego”, 2007, en Caracas, Venezuela, por Salvador Golomón.
- Premio Nacional de Literatura Infantil “La rosa blanca”, 2006, en La Habana, Cuba, por ¡Chamaquili, Chamaquili!
- Finalista del Premio Internacional de Novela “Ateneo de Sevilla”, 2004, en Sevilla, España, por Salvador Golomón.
- Premio Internacional de Novela “Luis Berenguer”, 2004, en Cádiz, España, por Salvador Golomón.
- Finalista del Premio Internacional de Poesía “Ciudad de Melilla”, 2004, en Melilla, España, por Traficantes de oxígeno.
- Finalista del Premio Internacional de Poesía “Antonio Machado-Los Trenes”, 2004, en Madrid, España, por Estación melancólica.
- Premio Iberoamericano de Décima «Cucalambé», 2003, en Las Tunas, Cuba, por Confesiones de una mano zurda.
- Premio Internacional de Poesía «Emilio Prados», 2000, en Málaga, España, por Yo también pude ser Jacques Daguerre.
- Premio Internacional de Novela Alba/Prensa Canaria, 1998, en Las Palmas de Gran Canaria, por Prisionero del agua.
- Premio Internacional de Poesía Ciudad de las Palmas de Gran Canaria, 1996, por Pasajero de tránsito.
- Premio Internacional de Poesía «Surcos», 1996, en Coria del Río, Sevilla, por En Almería casi nunca llueve.
- Premio Internacional de Poesía «Antonio Oliver Belmás», 1994, en Murcia, por Cuarto de Mala Música.
- Premio Nacional de Décima «Cucalambé», 1993, Las Tunas, por Robinson Crusoe vuelve a salvarse (coescrito con David Mitrani).
- Premio Nacional de Cuento «Luis Rogelio Nogueras», 1991, Ciudad de La Habana, por Huitzel y Quetzal.
- Premio Nacional de Cuento «26 de julio», 1990.
- Premio Nacional de Cuento «Ernest Hemingway», 1989.